# Domodedovos internationella flygplats
Domodedovos internationella flygplats (ryska: Московский аэропорт Домодедово / Moskovskij Aeroport Domodedоvo) (IATA: DME, ICAO: UUDD) utanför Moskva i Ryssland är den mest moderna flygplatsen i landet och den näst största i Moskva-området, med 29,4 miljoner passagerare per år (2018). Den invigdes i mars 1964. Den 24 januari 2011 inträffade ett terrordåd på flygplatsen.